# Battery Park City

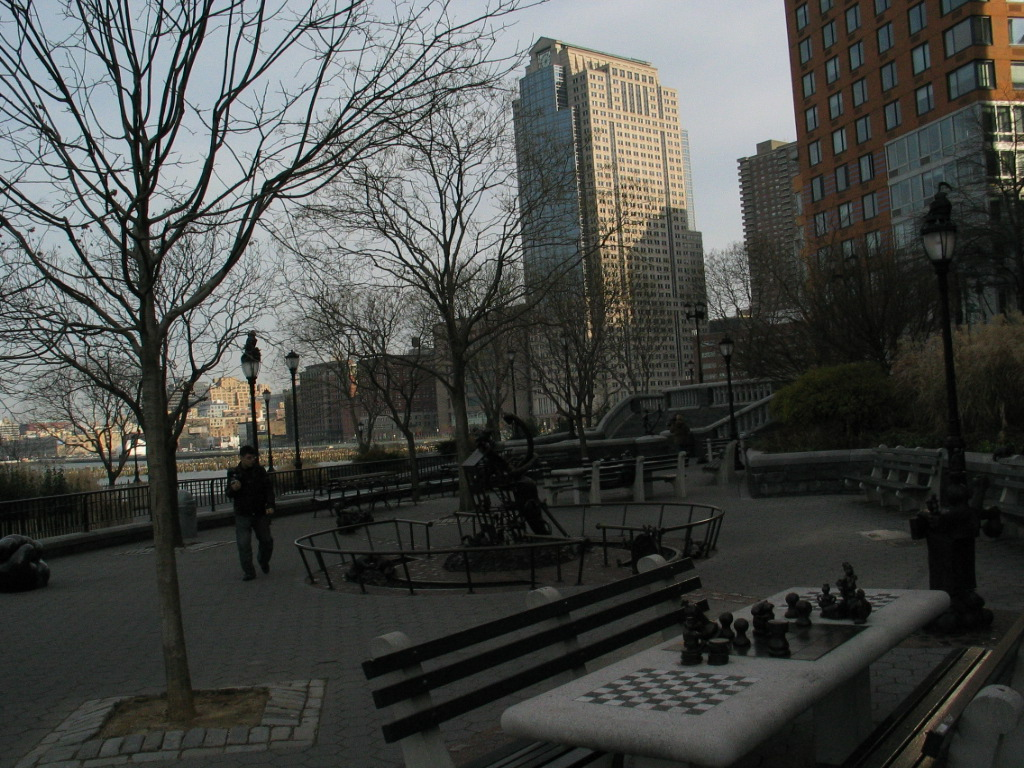
El Rockefeller Park a Battery Park City.

Battery Park City és una comunitat planificada amb una superfície de 32 ha en l'extrem sud-oest de Manhattan a Nova York. La zona sobre la qual està edificada va ser guanyada al Riu Hudson utilitzant 917,000 metres cúbics de terra i roques excavades durant la construcció del World Trade Center i altres projectes. El barri on es troba el World Trade Center, així com diversos edificis residencials i comercials, va ser batejat amb aquest nom degut al proper Battery Park.
Battery Park City pertany i està administrat per l'Autoritat de Battery Park City (BPCA), una corporació pública que no està controlada pel govern de la ciutat de Nova York.

## Ubicació

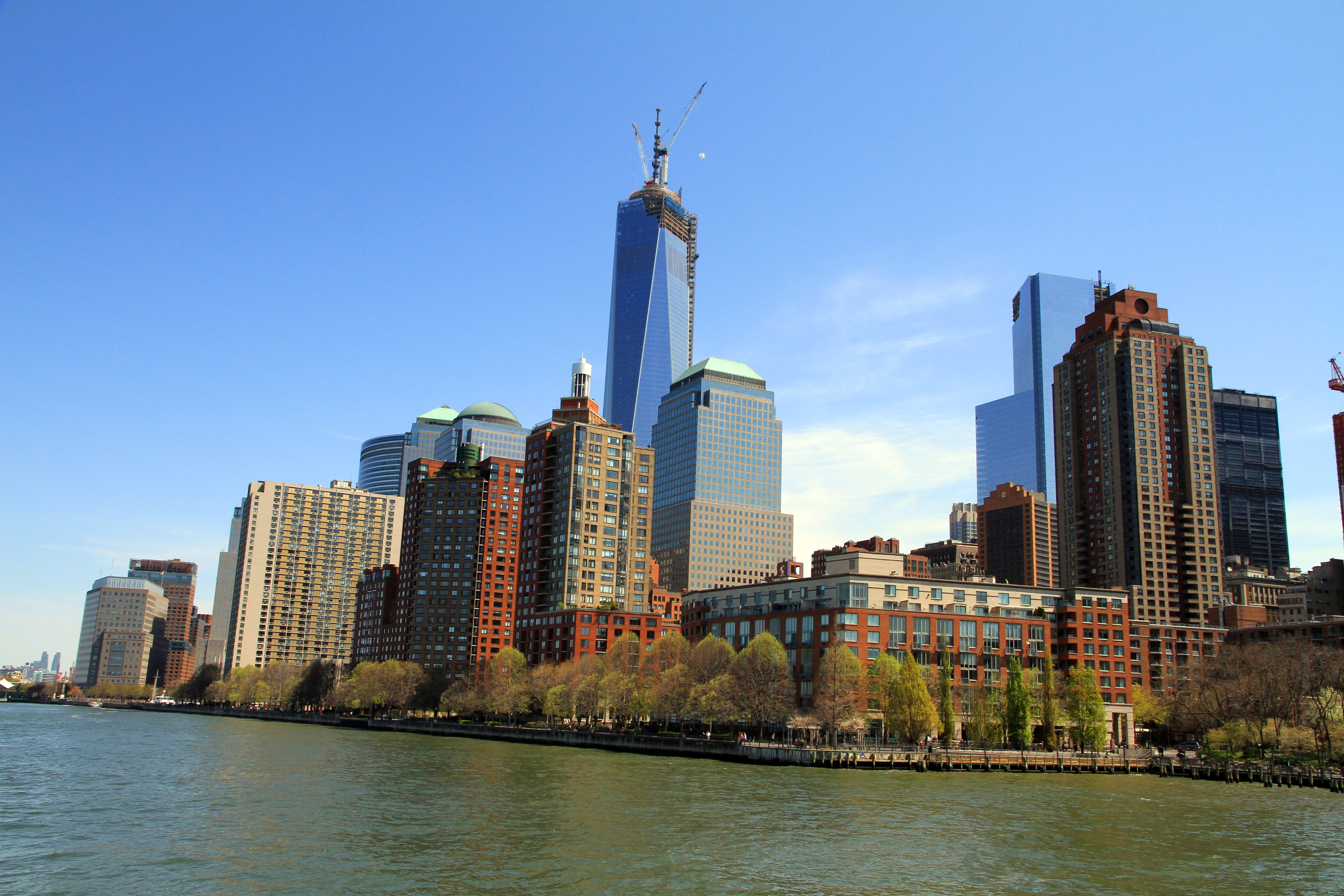
Vista des del Riu Hudson

Battery Park City limita amb el riu Hudson a l'oest, la costa del riu Hudson al nord i al sud, i la carretera West Side a l'est.
El desenvolupament urbà consta de cinc seccions, anant de nord a sud, la primera zona és la "North Residential Neighborhood" que consta sobretot de parcs, uns pocs edificis residencials i un gran hotel. Més al sud, està la zona del WTC, amb complexos de diversos edificis comercials. També inclou un edifici fet de ferro i vidre conegut com el Winter Garden i té un gran port de iots.
Més cap al sud, es troba la major part de les àrees residencials de Battery Park City, dividides en tres seccions: "Gateway Plaza", "Rector Place Residential Neighborhood" i "Battery Place Residential Neighborhood". La construcció dels edificis residencials que va començar al final de la dècada de 1990.

## Parcs i espais oberts
Battery Park esta format per més d'un terç d'espai obert. Entrte els espais que formen aquesta zona hi trobem:
- Teardrop Park es troba a mitja illa, a prop de la cantonada de Warren Street i River Terrace. Abans de la construcció, el solar estava buit i pla. Part del pla de desenvolupament del barri, el parc es va dissenyar en previsió de quatre altes torres residencials a l'oest i a l'est. Tot i que és un parc públic de la ciutat de Nova York, el manteniment és supervisat per Battery Park City Parks Conservancy i el parc va ser dissenyat per a la Battery Park City Authority. El parc es va obrir el 30 de setembre de 2004.[9] També hi ha una extensió sud d'aquest parc.

- Washington Street Plaza, una plaça per a vianants al carrer Washington entre els carrers Carlisle i Albany, es va inaugurar el 23 de maig de 2013.[10] A més, també podem trobar: Community Ballfields, North End Avenue entre els carrers Murray i Warren;L'esplanada, al llarg del riu Hudson des de l'escola secundària Stuyvesant fins a Battery Park; Monsenyor Kowsky Place, a l'est de l'Esplanade; Nelson A. Rockefeller State Park, extrem nord de Battery Park City a l'oest de River Terrace; North Cove, al riu entre Liberty Street i Vesey Street.;Gespa oval, a l'est de l'esplanada[11];Rector Park, South End Avenue a Rector Place; Robert F. Wagner, Jr. Park, al nord de Battery Park fora de Battery Place[12];South Cove, a l'esplanada, entre el primer i el tercer lloc; West Thames Park, West Street entre Albany i West Thames Streets, i WFC dins de Brookfield Place.

## Museus i Memorials
- Irish Hunger Memorial, situat en un lloc de 0,20 ha[13] a Vesey Street i North End Avenue. Està dedicat a donar a conèixer la Gran Fam irlandesa. La construcció va començar el març de 2001, i el monument es va completar i es va dedicar el 16 de juliol de 2002.[14]

- Museum of Jewish Heritage, un monument als assassinats a l'Holocaust.[15]

- Skyscraper Museum, un museu d'arquitectura a Millennium Point.[16]

- Hurricane Maria Memorial homenatja les víctimes de l'huracà Maria, que va colpejar Puerto Rico el 20 de setembre de 2017.[17]

- Mother Cabrini Memorial, dedicat el 12 d'octubre de 2020, homenatja la patrona dels immigrants.[18]

- 9/11 Memorial at South Cove, creat i dedicat el 9 de setembre de 2015.[19]

- NYC Police Memorial, es troba a Liberty Street i South End Avenue, i es va inaugurar el 20 d'octubre de 1997.[20]

## Història
L'alcalde de Nova York, a la dècada de 1960, va donar suport a la proposta d'empreses privades de guanyar espai al riu Hudson. El governador Nelson Rockefeller va desvetllar el projecte de fer la Battery Park City el 1968.
La construcció del primer edifici residencial va començar el juny de 1980. L'abril de 1981, l'Empire State Development Corporation de Nova York va emetre una proposicó, seleccionant finalment sis empreses immobiliàries per desenvolupar més de 1.800 unitats residencials. El mateix any, el World Financial Center (WFC) va començar la construcció; Olympia i York de Toronto va ser nomenada com a desenvolupadora del WFC, que després va contractar Cesar Pelli com a arquitecte principal. El 1985, la construcció es va completar i el WFC més tard rebatejat Brookfield Place Nova York va veure els seus primers inquilins. El New York Times va elogiar el desenvolupament recentment acabat com "un triomf del disseny urbà", i el WFC va ser considerat "un símbol de canvi".
Pels atacs de l'11 de setembre de 2001, més de dues terceres parts dels residents d'aquesta zona marxaren. Al Gateway Plaza, el major dels edificis residencials hi van arribar peces dels avions i l'edifici Winter Garden va ser molt damnificat.